# Formokamaga flavopicta
Formokamaga flavopicta är en fjärilsart som beskrevs av Matsumura 1931. Formokamaga flavopicta ingår i släktet Formokamaga och familjen praktmalar, Oecophoridae. Inga underarter finns listade i Catalogue of Life.